# Strefa śląsko-morawska
Strefa śląsko-morawska (również struktura śląsko-morawska, kulm wschodniosudecki, strefa kulmowa, pasmo fałdowe morawsko-śląskie, morawsko-śląskie pasmo fałdowo-nasuwcze) – jednostka geologiczna w południowej Polsce.
Wielość nazw odzwierciedla kłopoty z określeniem tej jednostki, której utwory odsłaniają się jedynie fragmentarycznie na obszarze Polski. Równie niepewny jest jej zasięg, zwłaszcza ku północy, gdzie przykryta jest młodszymi utworami.

## Położenie geologiczne
Od zachodu graniczy z blokiem dolnośląskim, od północy z monokliną śląsko-krakowską, od wschodu z zapadliskiem górnośląskim, od południowego wschodu przykryta jest nasunięciem Karpat.

## Położenie geograficzne
Geograficznie obejmuje wschodnią część Sudetów Wschodnich, południowo-wschodnią część Niziny Śląskiej oraz zachodnie skrawki Wyżyny Śląskiej.
Skały strefy śląsko-morawskiej odsłaniają się głównie na Morawach i na Śląsku Czeskim − w Jesionikach, głównie w Niskim Jesioniku i Górach Opawskich.
Na polskiej stronie ich wychodnie znajdują się we wschodniej części Gór Opawskich, w okolicach Jarnołtówka, Pokrzywnej, Dębowca, Prudnika, Trzebiny oraz na zachód i w południowo-zachodniej części gminy Głubczyce, a także we wcięciach rzek i potoków na Płaskowyżu Głubczyckim, na południe od Głubczyc.

## Budowa geologiczna
Zbudowana jest ze skał dolnokarbońskich, sfałdowanych lecz nie zmetamorfizowanych.
Ogólną miąższość skał kulmowych szacuje się na 4.000 m.
Generalnie wiek skał strefy śląsko-morawskiej maleje z zachodu na wschód. Wyróżniono tu następujące formacje, idąc z zachodu na wschód:
- formacja andelskohorska
- formacja hornobeneszowska
- formacja morawicka
- formacja hradecko-kyjowicka

Skały formacji andelskohorskiej osadziły się w najwyższym dewonie i najniższym karbonie (famen-turnej). Osady pozostałych, coraz młodszych formacji, powstały w turneju, wizenie i namurze.
Również stopień metamorfizmu maleje z zachodu na wschód. Skały formacji andelskohorskiej zostały zmetamorfizowane w warunkach facji zieleńcowej, skały formacji górnobeneszowskiej dotknięte anchimetamorfizmem, a pozostałych formacji uległy jedynie diagenezie.

## Nadkład
Utwory strefy śląsko-morawskiej przykryte są niezgodnie zalegającymi osadami niecki opolskiej wieku kredowego, tworzącymi młodsze piętro strukturalne.
Dalej ku północy skały strefy śląsko-morawskiej nawiercono w rejonie Ostrowa Wielkopolskiego. Być może stanowią one podłoże monokliny przedsudeckiej i monokliny śląsko-krakowskiej
Wreszcie najmłodsze piętro strukturalne tworzą osady kenozoiczne, których miąższość rośnie ku północy.